# Club Deportivo Municipal Pangoa
El Club Deportivo Municipal Pangoa es un club de fútbol del Perú de la  localidad de San Martín de Pangoa, en el departamento de Junín. Desde 2025 participa en la Liga 3, la tercera categoría del fútbol peruano.

## Historia

### 2024: El ascenso a Liga 3
En la etapa departamental, el Club Deportivo Municipal Pangoa aseguró su participación en el cuadrangular final de la etapa departamental de Junín tras vencer 1-0 al Municipal Usibamba. Esta victoria, obtenida en el Estadio Municipal de Pichanaqui, le permitió clasificar directamente como uno de los cuatro representantes provinciales pese a reclamos en su contra. En este cuadrangular se consagró campeón de la Etapa Departamental de Junín al vencer 1-0 al Deportivo Sucre de Huancayo, logrando clasificar a la Etapa Nacional de la Copa Perú 2024.
En la Etapa Nacional, el club superó la primera fase tras ganarle 2-0 al Sport Machete de Huancavelica. En los dieciseisavos de final se enfrentaron al Juventud Cautivo, el cual ganó por 2-0 en la ida. En la vuelta también ganaron por 3-1, quedando eliminado del torneo. A pesar de la eliminación, el equipo aseguró su clasificación a la Liga 3 2025, al haber llegado a una instancia mayor que el Deportivo Sucre, club de la misma liga departamental en la Copa Perú.

## Estadio
El club hizo de local en el Estadio Municipal de Mazamari, localizado en el distrito de Mazamari, el cual tiene una capacidad de 5000 espectadores.

## Palmarés

### Torneos regionales
| Competición regional              | Títulos | Subcampeonatos |
| --------------------------------- | ------- | -------------- |
| Liga Departamental de Junín (1/0) | 2024    |                |